# Guy Burnet
Guy Burnet (Londres, 8 de agosto de 1983) é um ator inglês de cinema, televisão e teatro. Nos últimos anos, Burnet completou vários papéis em longas-metragens e nos palcos de Nova Iorque, além de pequenos papéis de roteirista. Desde 2019 ele tem um papel recorrente na série de televisão Counterpart, Ray Donovan, The Affair e o papel principal na série da Amazon Studios, The Feed.
Burnet nasceu em Londres, Inglaterra, e é multilingue. Frequentou a Holland Park School, onde seu interesse pelo drama se desenvolveu, tendo notas nível A no assunto.

## Carreira

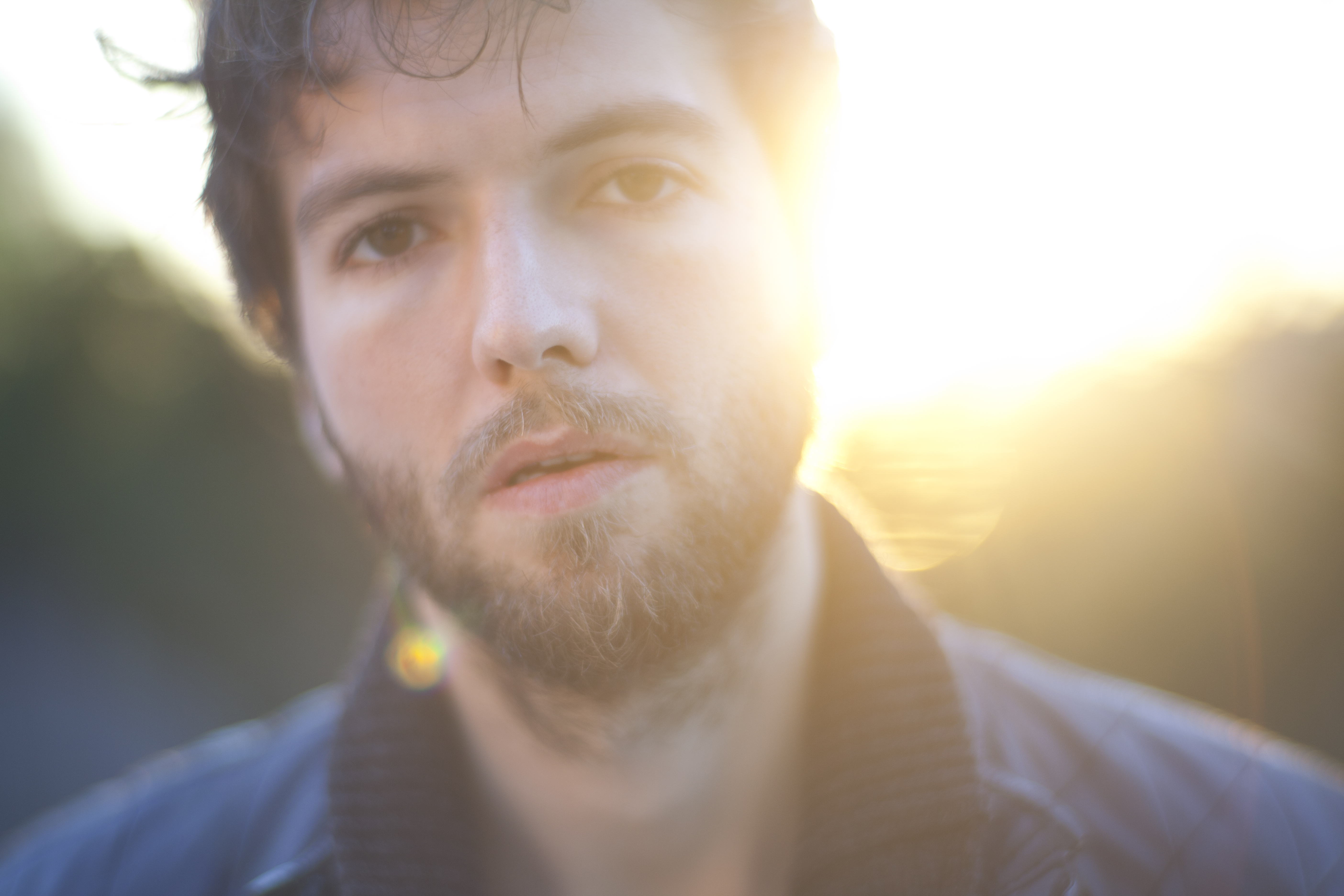
Guy Burnet na Broadway

Burnet iniciou sua carreira no teatro e na realização de curtas-metragens. Ele treinou atuação com a treinadora interina Ivana Chubbuck, conhecida por ser mentora de pessoas como Beyoncé, Brad Pitt e outros.

### Papéis iniciais na televisão
Burnet se juntou ao elenco de Hollyoaks em 2002 como personagem principal e regular da série após sua segunda audição. Em 3 de agosto de 2007, o produtor de Hollyoaks, Bryan Kirkwood, confirmou na Digital Spy que Burnet estava saindo de Hollyoaks. Ele disse: "Estou realmente arrasado por Guy estar saindo do programa, mas depois de cinco anos ele acha que é a hora certa. Ele é um ator incrível e realmente se destacou através de seu trabalho na história de Craig e John Paul - e ajudou a transformá-la em uma das maiores histórias de todos os tempos de Hollyoaks. Deixamos a porta aberta para ele voltar e desejo a ele muita sorte pelo que quer que ele faça a seguir."

### Papéis posteriores na televisão
Em 2009, Burnet participou da série Moving On da BBC. Depois de anos no palco de Nova York, Burnet passou a trabalhar na TV a cabo e no cinema. Ele apareceu na série Showtime Ray Donovan.
Em 2016, Burnet ingressou na terceira temporada de The Affair, da Showtime, no papel recorrente de Mike Cornwell. Em 2017, ele se juntou à segunda temporada de Hand of God, estrelada por Ron Perlman. Também em 2017 Burnet filmava a série Counterpart ao lado de JK Simmons. Ele também participou da série de Bryan Cranston, produzida pela Amazon, Philip K. Dick's Electric Dreams ao lado de Terrance Howard e Anna Paquin.

### Filmes
Em 2012, Burnet concluiu o trabalho como protagonista no longa-metragem Two Jacks, ao lado de Sienna Miller. Outros papéis incluem o trabalho em Boxing Day, uma adaptação de Liev Tolstói dirigida por Bernard Rose, no thriller Rites of Passage com Christian Slater e Stephen Dorff, e em Age of Heroes, um filme de guerra de época com Sean Bean.
Burnet passou a interpretar o parceiro de Ewan McGregor no filme Mortdecai, ao lado de Johnny Depp. Burnet co-estrelou o filme de comédia musical Pitch Perfect 3, ao lado de Anna Kendrick. 
Burnet foi escalado para Jacob's Ladder, o próximo remake do filme de 1990 com o mesmo nome. Burnet também aparecerá em Asher, dirigido por Michael Caton-Jones.

### Teatro
Durante 2012, Burnet foi o líder de uma produção de 'Murder In The First', que tocou fora da Broadway, recebendo ótimas críticas por sua performance.

### Direção
Além de jogar futebol, Burnet está envolvido no boxe amador. Seu interesse no boxe o levou a dirigir um documentário sobre o detentor do título WBU, Derry Mathews.

## Carreira esportiva
Antes de se tornar um ator, Burnet aspirava a se tornar um jogador de futebol profissional. Ele frequentou a Escola de Futebol Queens Park Rangers. Posteriormente, realizou testes e tocou em vários locais da Europa antes de retornar a Londres para completar seus níveis A.  
Ele ainda joga futebol, participando de uma partida de futebol em 2 de junho de 2007 no novo Estádio de Wembley antes da primeira partida da Inglaterra no estádio. Em setembro de 2007, ele jogou pela Inglaterra em uma partida de caridade Inglaterra x Rússia, em apoio à Fundação Give Life.

## Filmografia

### Filme
| Ano  | Título           | Papel          | Notas          |
| ---- | ---------------- | -------------- | -------------- |
| 2004 | Time/Out         | Kieron DiMack  | Curta-metragem |
| 2006 | Voyer            | Guy Burns      |                |
| 2010 | Luster           | Bansky         |                |
| 2010 | Baseline         | Ricky          |                |
| 2010 | Pig              | Man            |                |
| 2011 | Age of Heroes    | Commando Riley |                |
| 2011 | Two Jacks        | Paul           |                |
| 2012 | Rites of Passage | Mojo           |                |
| 2015 | Mortdecai        | Maurice        |                |
| 2015 | Day Out of Days  | E.J.           |                |
| 2017 | Pitch Perfect 3  | Theo           |                |
| 2018 | Jacob's Ladder   | Hoffman        | Pós-produção   |
| 2018 | Asher            | Lyor           | Pós-produção   |

### Televisão
| Ano           | Série                            | Papel          | Notas                         |
| ------------- | -------------------------------- | -------------- | ----------------------------- |
| 2002 - 2008   | Hollyoaks                        | Caig Dean      | —                             |
| 2009          | Moving On                        | Pinklady       | Episódio: "Dress to Impress"  |
| 2010          | Sonny With a Chance              | Trey Brothers  | Episódio: "Sonny with a Song" |
| 2011          | The Royal                        | Lenny Lomax    | Episódio: "Dead Air"          |
| 2015          | Ray Donovan                      | Casey Finney   | 3 episódios                   |
| 2016          | The Affair                       | Mike Cornwall  | 2 episódios                   |
| 2016          | Chicaco Fire                     | Grant          | 6 episódios                   |
| 2017          | Hand of God                      | Raymond Kelly  | 8 episódios                   |
| 2017          | Philip K. Dick's Electric Dreams | Colin          | Episódio: "Real Life"         |
| 2018–presente | Counterpart                      | Claude Lambert | Papel recorrente              |
| 2019          | The Feed                         | Tom Hatfield   | —                             |